# Henryk Jakóbczyk
Henryk Jerzy Jakóbczyk (27 kwietnia 1914 w Zgierzu, zm. 6 lipca 1989) – polski literat i dziennikarz.

## Życiorys
Jako dziennikarz publikował m.in. na łamach „Wici” i „Tygodnika Warszawskiego”. Na potrzeby Teatru Telewizji realizował adaptacje, m.in.: Jacka Londona „Zabić” (1957), Stanisława Lema „Czy pan istnieje, mr Johns?” (1957), Irwina Shawa „Dziewczęta w letnich sukienkach” (1957), Marka Twaina „Interiview” (1957), O. Henry’ego „Koniec kariery” (1958), Guya Maupassanta „Józef” (1958), Bolesława Prusa „Lalka” (1958), Franza Kafki „Kolonia karna” (1958), Kornela Makuszyńskiego „Czwarty do brydża” (1966), Władysława Reymonta „Ziemia obiecana” (1967).
Ponadto był autorem powieści „Trudny plon” i „Nad Nerem” oraz literackich przekładów Alexandre’a Dumasa – „Hrabiny de Charny” i „Józefa Balsamo”.

### Życie prywatne
Mieszkał w dawnym Domu Literatów przy ul. S. Żeromskiego 21 w Łodzi.
Został pochowany na cmentarzu w Łodzi-Łagiewnikach.

## Odznaczenia
- Srebrny Krzyż Zasługi,
- Honorowa Odznaka Województwa Łódzkiego,
- Honorowa Odznaka Komitetu ds. Radia i Telewizji[6]

## Adaptacje telewizyjne
- 1957:
  - „Zabić”
  - „Czy pan istnieje, mr Johns?”
  - „Dziewczęta w letnich sukienkach”
  - „W rodzinnym gronie”
  - „W połowie drogi”
  - „Stracona noc”
  - „Przygoda najmilszego złodzieja”
  - „Przed świtem Na postoju”
  - „Jest tam kto”
- 1958:
  - „Józef”
  - „Lalka”
  - „Kolonia karna”
  - „Wierność mężczyzn”
  - „Studenci”
  - „Mur”
  - „Koniec kariery”
- 1960: „Wierna rzeka”
- 1962: „Na postoju kongres we Florencji”
- 1966: „Czwarty do brydża”
- 1967: „Ziemia obiecana”

Źródło: FilmPolski.pl.

## Publikacje
- Trudny plon, Ludowa Spółdzielnia Wydawnicza, 1953
- Nad Nerem, Ludowa Spółdzielnia Wydawnicza, 1955

## Przekłady
- Dumas A., „Józef Balsamo”, Wydawnictwo Łódzkie, t. I-IV, 1957
- Dumas A., „Hrabina de Charny. Ucieczka”, Wydawnictwo Łódzkie, 1958